# 경희초등학교
경희초등학교는 대한민국 서울특별시 동대문구 회기동에 있는 사립 초등학교이다.

## 학교 연혁
- 1961년 3월 31일 개교

## 참고 자료
- 경희초등학교 - 한국교육학술정보원 학교알리미